# Ekşili, Döşemealtı
Ekşili là một thị trấn thuộc huyện Döşemealtı, tỉnh Antalya, Thổ Nhĩ Kỳ. Dân số thời điểm năm 2011 là 920 người.